# Флаг Алма-Аты
Флаг Алматы является официальным символом бывшей столицы Казахстана города Алматы.

## Описание

Флаги Алма-Аты на плакате дня города.5 октября 2008 года.

Флаг Алма-Аты представляет собой белое полотнище с тонкими красными полосками по верхней и нижней кромкам. В центре расположена городская эмблема Алма-Аты. Отношение ширины флага к длине 1:2.

## История

### Советское время
В Советском Союзе у городов не было флагов. Но вместо это у них были красные знамёна со соответствующими надписями.

### Первый флаг
Первый официальный утвержденный флаг города появился вместе с гербом в 1993 году. Флаг менялся, изменяя только герб и оттенок красных полос. Нынешний флаг утвержден в 2014 году, когда создался Наурызбайский район, из-за чего пришлось добавить 1 яблоко в гербе.

## Обоснование символики
Возможно, тонкие красные полосы в нижней и верхней кромках символизирует цвет апорта, который когда-то рос в городе (может быть и сейчас). Точная символика полос не определена.

## Похожие флаги
Из-за красных полос этот флаг похож на флаг Австрии, у которой тоже полосы, но они крупнее (полосы) по толщине.

Флаг Австрии
Флаг Берлина
Флаг Берлина 1934–1954
Флаг Восточного Берлина 1956—1990